# Andriivka, Vîșhorod
Andriivka (în ucraineană Андріївка) este un sat în comuna Liubîmivka din raionul Vîșhorod, regiunea Kiev, Ucraina.

## Demografie
Componența lingvistică a localității Andriivka
     Ucraineană (98,95%)
     Rusă (1,05%)
Conform recensământului din 2001, majoritatea populației localității Andriivka era vorbitoare de ucraineană (98,95%), existând în minoritate și vorbitori de rusă (1,05%).